# Ivan Lošák
Ivan Lošák také Ivan Lošak (24. února 1913 Dubrynyči - 19. září 1990 Praha) byl český malíř, sochař a architekt.
V mládí vystudoval učitelský ústav v Užhorodě, poté studoval na Ukrajinské studio výtvarných umění v Praze, které se specializovalo na sochařství, malířství, grafiky a keramiky. Později ještě studoval na Akademii výtvarných umění v Praze sochařství u profesorů Otakara Španiela, Jana Laudy a Karla Pokorného.
Až do roku 1959 spolupracoval s Karlem Pokorným na jeho pomnících. Společně vytvořili například sochu Karla IV. pro Velký sál v pražském Karolinu.
Od roku 1960 žil na Příbramsku a pracoval v propagačním oddělení Rudných dolů Příbram. Kromě monumentální tvorby se věnoval také komorní plastice a malbě. Je autorem plaket k významným celostátním výročím, obrazů zátiší, květin a krajinomalby. Ztěžejními díly jsou čtyři metry vysoký pomník horníka před gymnáziem v Příbrami, který byl vytvořen u příležitosti 750. výročí založení města Příbram (realizováno a odhaleno až v roce 1970). Dále pětimetrová socha hutníka, která byla osazena ke 180. výročí založení příbramských kovohutí u hlavní brány areálu v Lhotě u Příbramě (realizováno a odhaleno až v roce 1980). Zmenšená kopie této sochy je instalována v Třinci již od roku 1965. Je rovněž autorem návrhu pomníku Antonína Dvořáka. Z této práce je dochován pouze sádrový model o výšce 55 cm, který je v soukromé sbírce. Společně se svojí manželkou Marií Leontovyčovou-Lošákovou vytvořili reliéf Hornická svatba, který byl původně v obřadní síni v Příbrami, dnes se nachází v Hornickém muzeu Příbram.
Ivan Lošák byl členem Spolku ukrajinských umělců, spolku Štursa, Sdružení českých výtvarných umělců. Jeho díla se nacházejí ve sbírkách Národní galerie Praha, Galerie Vysočiny, Galerie moderního umění v Roudnici nad Labem.
Vystavoval nejen v Československu, ale také v Kyjevě, Berlíně, Budapešti, Moskvě a Užhorodu. Zemřel v Praze 19. září 1990, spolu s manželkou je pohřben na Břevnovském hřbitově.

## Galerie
- Model sochy Antonína Dvořáka (sádra, 55 cm, rok 1974)